# Programledare

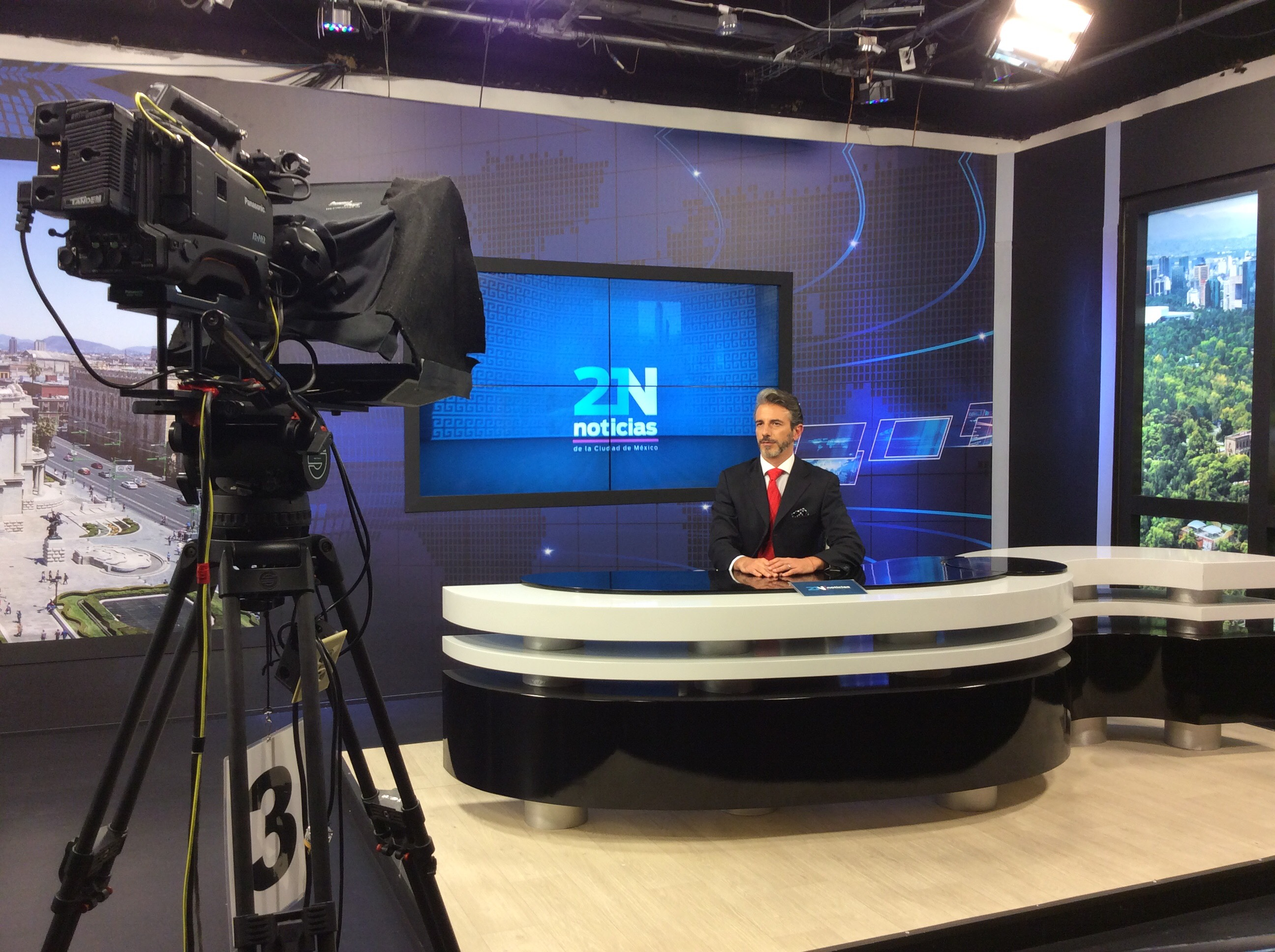
Ett nyhetsankare för en mexikansk TV-kanal.

Programledare eller programvärd är en person som leder ett radio- eller TV-program. Programledaren presenterar programpunkter och inslag för tittarna/lyssnarna. Ibland är programledaren samtidigt reporter eller intervjuare.
Programledaren har ofta en journalistisk yrkesroll. Flera kända programledare, även i program utan journalistisk inriktning, har en bakgrund sportjournalist. Andra bakgrunder kan vara att man sysslat med musik, eller bara har en personlighet som ansetts gå fram i TV-rutan.

## Nyhetsankare
I nyhetsprogram på TV används ofta benämningen nyhetsankare, efter den amerikanska termen news anchor, nyhetspresentatör eller nyhetsuppläsare.